# Kurija Patačić
Kurija Patačić smještena je na južnoj strani središnjega trga u Vinici. Primjer je barokne arhitekture s očuvanom starijom supstrukcijom. Od 17. st. vlasnici su bili plemićka obitelj Patačić, a ranije se kao vlasnici spominju pavlini. Kurija je približno kvadratnoga tlocrta, sastoji se od podruma, prizemlja i kata, s četverostrešnim krovom. Sjeverno i zapadno pročelje građevine raščlanjeni su prozorskim otvorima, dok su na istočnoj i južno strani arkade u svim etažama.

## Zaštita
Pod oznakom Z-3438 zavedeno je kao nepokretno kulturno dobro - pojedinačno, pravna statusa zaštićena kulturnog dobra, klasificirano kao "stambena građevina".